# Флаг Хорошёвского района
Флаг внутригородского муниципального образования Хорошёвское в Северном административном округе города Москвы Российской Федерации.
Флаг утверждён 17 февраля 2004 года и внесён в Геральдический реестр города Москвы с присвоением регистрационного номера ?.

## Описание
«Флаг муниципального образования Хорошёвское представляет собой двустороннее, прямоугольное полотнище с соотношением сторон 2:3.
В центре голубого полотнища помещено изображение жёлтого шанцевого ромба, в котором зелёная воинская палатка с красным флагом. Габаритные размеры изображения ромба составляют 8/15 длины и 9/10 ширины полотнища. Габаритные размеры изображения палатки составляют 1/4 длины и 1/2 ширины полотнища флага. Центр изображения палатки на 1/16 ширины полотнища смещён к верхнему краю полотнища».

## Обоснование символики
Жёлтый ромб символизирует исторический центр территории муниципального образования — Ходынское поле, место дислокации войск московского военного гарнизона. Шанцевая форма ромба свидетельствует о наличии на военном Ходынском поле учебных укреплений. Жёлтый цвет (золото) часто используется в русской геральдике для обозначения наземных дорог, плаца и т. п.
Зелёная лагерная палатка с красным воинским флагом исторически сложившаяся воинская эмблема, символизирующая сосредоточие с конца XVIII века на Ходынском поле и на прилегающих к нему территориях воинских частей, находящихся там и поныне, вместе с другими учреждениями военной инфраструктуры: военные гарнизонный суд и прокуратура, редакции военных изданий, Центральный спортивный клуб Армии.
Голубой цвет полотнища — традиционный цвет авиации, символизирует значение Ходынского поля как колыбели российской авиации.